# TAMA (漫画家)
TAMAは、日本の漫画家・イラストレーター。

## 略歴
2007年にゲイ雑誌『G-men』の男絵大賞で優秀賞を受賞し、その後2008年に同誌主催の漫画グランプリでグランプリを受賞。2011年に創刊されたゲイ漫画誌『コミックG.G.』のカバーイラストをNo.01から一貫して担当している。また、2015年からは田亀源五郎や児雷也に続いて『G-men』のカバーイラストを手掛けることになった。

## 作風
ポップな色彩とキャラクター造形で人気が高く、「超実力派」とも評されている。「重度の肉(デブ)專」を自称しており、ガチムチ・マッチョ体型のほか、ガチデブ・デブ系のキャラクターも描いている。

## 作品

### 画集
- TAMA画集(1) （古川書房 2013年9月） ※電子書籍

### 漫画
- 僕の一番暑かった夏 （G-men151号 2008年8月、180号 2011年11月、239号 2015年12月）
- ヒロとアキら （GBless No.04 2009年8月） ※ショートコミック
- 檻の中の豚 （SUPER SM-Z No.26 2011年3月）
- 激撮！ズコバコ温泉 （コミックG.G. No.03 2011年8月）
- 夜這い（REAL1 2015年12月）
- SQUIRT（漢祭 第1号 2016年12月）
- 磨かれ屋（REAL2 2017年6月）
- 甘い香り（BOLD 03 2018年1月）
- 居残るふたり②（BOLD 10 2021年7月）

### イラスト
- はってんてん （G-men143号 2007年12月）
- 静かにしろよ（G-men 149号 2008年6月）
- 恥部（G-men 160号 2009年5月）
- 玩具（G-men 160号 2009年5月）
- 扉が開いたら･･･（G-men 161号 2009年6月）
- くらべっこ（G-men 162号 2009年7月）
- 二本刺し（G-men 163号 2009年8月）

### イラストエッセイ
- TAMA画報（G-men 238号～  2015年11月～ ）

### 挿絵
- 堅肉裏バイト／城平海（G-men 164号 2009年9月）
- 雨やどり／夏田涼介（G-men 204号 2013年1月）
- 柔道部大地の寝起きドッキリ大作戦!!／武藤俊介（同人誌 2016年5月）
- 柔道部大地のドキドキ性人式／武藤俊介（同人誌 2017年6月）
- 俺と慶太の男ケツ力／武藤俊介（同人誌 2018年4月）
- 柔道部大地のワクワク南国パラダイス／武藤俊介（同人誌 2018年8月）
- 闇堕ちレスラー龍鬼／武藤俊介（同人誌 2019年1月）
- 脳筋プロップコンビの生プロテイン交換会／武藤俊介（同人誌 2019年5月）
- 俺と慶太のハメ撮りバトル!!／武藤俊介（同人誌 2019年8月）
- 脳筋ガチムチ学生ラガー 真夏の雄交尾物語／武藤俊介（同人誌 2020年5月）
- 翔吾先輩の雄交尾出稽古／武藤俊介（同人誌 2020年11月）
- 脳筋ガチムチラガー物語 ゴリマッチョ先輩の性的大暴走!!／武藤俊介（同人誌 2022年5月）
- 戦友とのツーショット写真／武藤俊介（同人誌 2022年10月）
- 俺と和樹のツーショット写真／武藤俊介（同人誌 2022年12月）
- 俺と和樹のツーショット写真 Episode2／武藤俊介（同人誌 2023年5月）
- 弦太&ホープとの3ショット写真／武藤俊介（同人誌 2023年10月）

### カバーイラスト
- コミックG.G. 既刊全巻 （古川書房 2011年～2014年）
- ゲイナビFINAL （古川書房 2015年）
- G-men 201号、228号～237号 （古川書房 2012年10月、2015年1月～10月）
- BOLD 01（BIGGYM 2016年12月）

### 同人誌
- REAL1（2015年12月）
- REAL2（2017年6月）
- TAMA外伝（2018年4月）
- たまちゃぶ（2018年8月）
- タマイラボン（2022年5月）
- TAMAILLABON Ⅱ（2023年5月）

### その他
- 太め系出会いパーティー「invisible」フライヤー （2011年）
- クルージングスペース「CUBIC3」イメージイラスト （2013年）
- 2014G-men年賀状コレクション （古川書房 2013年12月）